# كون بورسير
كون بورسير (بالإنجليزية: Con Purser)‏ هو لاعب كرة قدم أسترالي في مركز الدفاع، ولد في 2 أغسطس 1931 في Collie, Western Australia ‏ في أستراليا. شارك مع منتخب أستراليا لكرة القدم.

## وصلات خارجية
- كون بورسير على موقع أوليمبيديا (الإنجليزية)
- كون بورسير على موقع اللجنة الأولمبية الأسترالية (الإنجليزية)